# Ewert Janssen

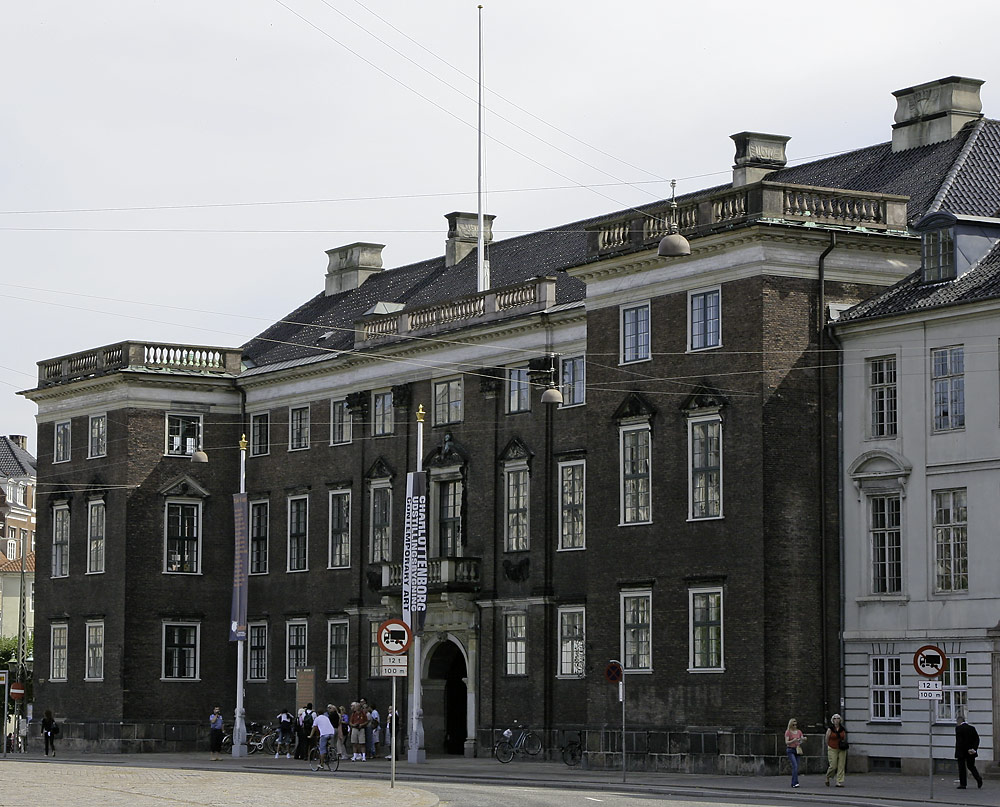
Palácio Charlottenborg de Ewert Janssen

Ewert Janssen ou Evert Janssen (falecido por volta de 1692) foi um arquiteto dinamarquês que se tornou um mestre de obras real em 1668. A sua maior conquista foi Palácio de Charlottenborg em Copenhaga.

## Vida e conquistas
Ewert Janssen, juntamente com Ernst Brandenburger alguns anos mais tarde, foi um dos grandes construtores da monarquia absoluta que, instituída por Frederico III, desempenhou um papel importante no apoio aos desenvolvimentos arquitetónicos.

### Escadaria em Gjorslev
Em 1665, Janssen concluiu a  sua primeira grande conquista com uma escadaria de ligação no castelo medieval de Gjorslev, no sul de Sealand. Parece ter sido copiado de um projeto anterior do arquiteto holandês Philips Vingboons. A mansão de Larvique também está associada ao seu nome. Em 1668 recebeu uma obra "Mir zu Baumeister allergnädigst bestellet". Para esta obra, J. pôde assumir o papel de mestre construtor de Bremerholm a partir de 1671. Por volta de 1668, J. realizou um projeto de renovação assinado para o Castelo de Skanderborg (Biblioteca Real), que havia sido concedido à Princesa Herdeira Charlotte Amalie como dote. O estilo de desenho indica que também foi J. quem, por volta de 1670, elaborou uma série de projetos para um palácio de prazeres sobre o riacho Mølleåen, em Frederiksdal, para Frederico III e Cristiano V (departamento do Museu Nacional II). Em 1669, começou a construção de um centro de equitação em Slotsholmen, de acordo com os desenhos de J. a imponente casa geminada seria parte do primeiro Palácio de Christiansborg, mas foi abandonada em favor da arena de equitação.

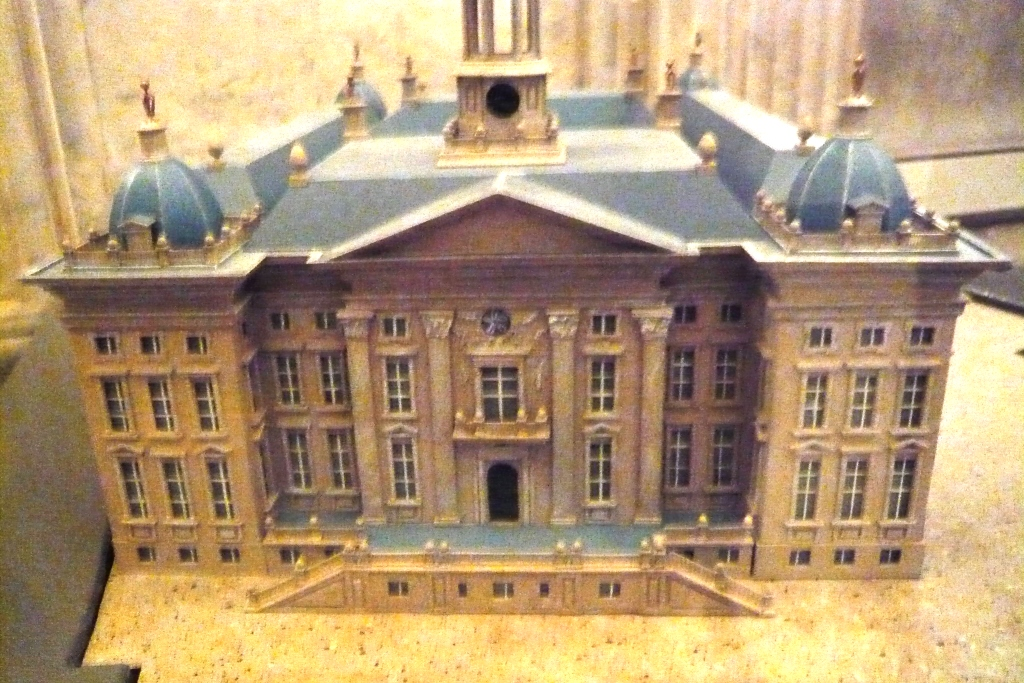
Modelo de seus planos para a Prefeitura de Nova Amsterdã, por Philips Vingboons

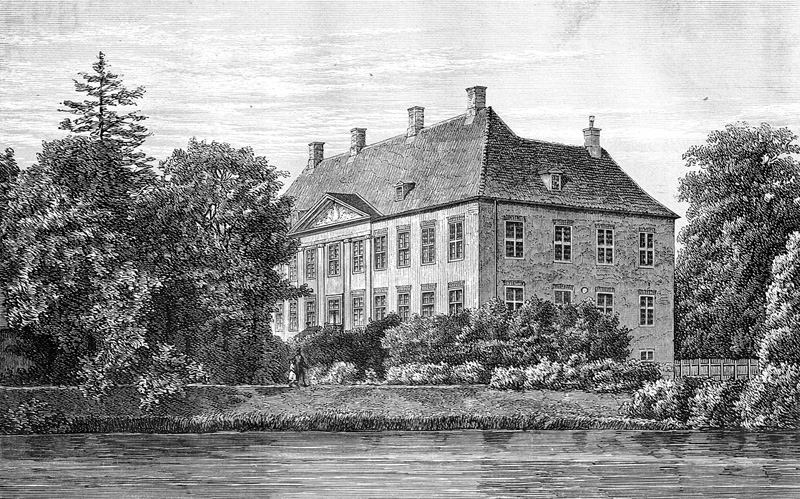
Mansão Nysø: desenho de 1872

### Outras contribuições
- Mansão perto de Frederiksdal, Lolland (c. 1670)
- Picadeiro no Castelo de Copenhague (1669, demolido em 1740)
- Gjethuset: teatro em Kongens Nytorv (1671, demolido em 1673)
- Søkvæsthuset, Kvæsthusgade, Gopenhagen (1684, agora demolido)
- Planos para o Castelo de Clausholm (c. 1690)